# Рожер де Флор
Рожер де Флор (кат. Roger de Flor, італ. Ruggiero da Fiore, нім. Rutger von Blum; 1267, Бриндізі, Сицилійське королівство — 30 квітня 1305, Адріанополь, Візантійська імперія) — італійський військовий авантюрист і кондотьєр, який діяв в Італії, Леванті, арагонській Сицилії та Візантійській імперії. Був членом ордена Тамплієрів, командувачем Великої каталонської компанії, Великим Дукою та головнокомандувачем армії та флоту Візантійської імперії. Був одружений з Марією Асеніною, племінницею імператора Візантії та дочкою цяря Болгарії Івана Асена III , носив титул графа Мальти.

## Біографія

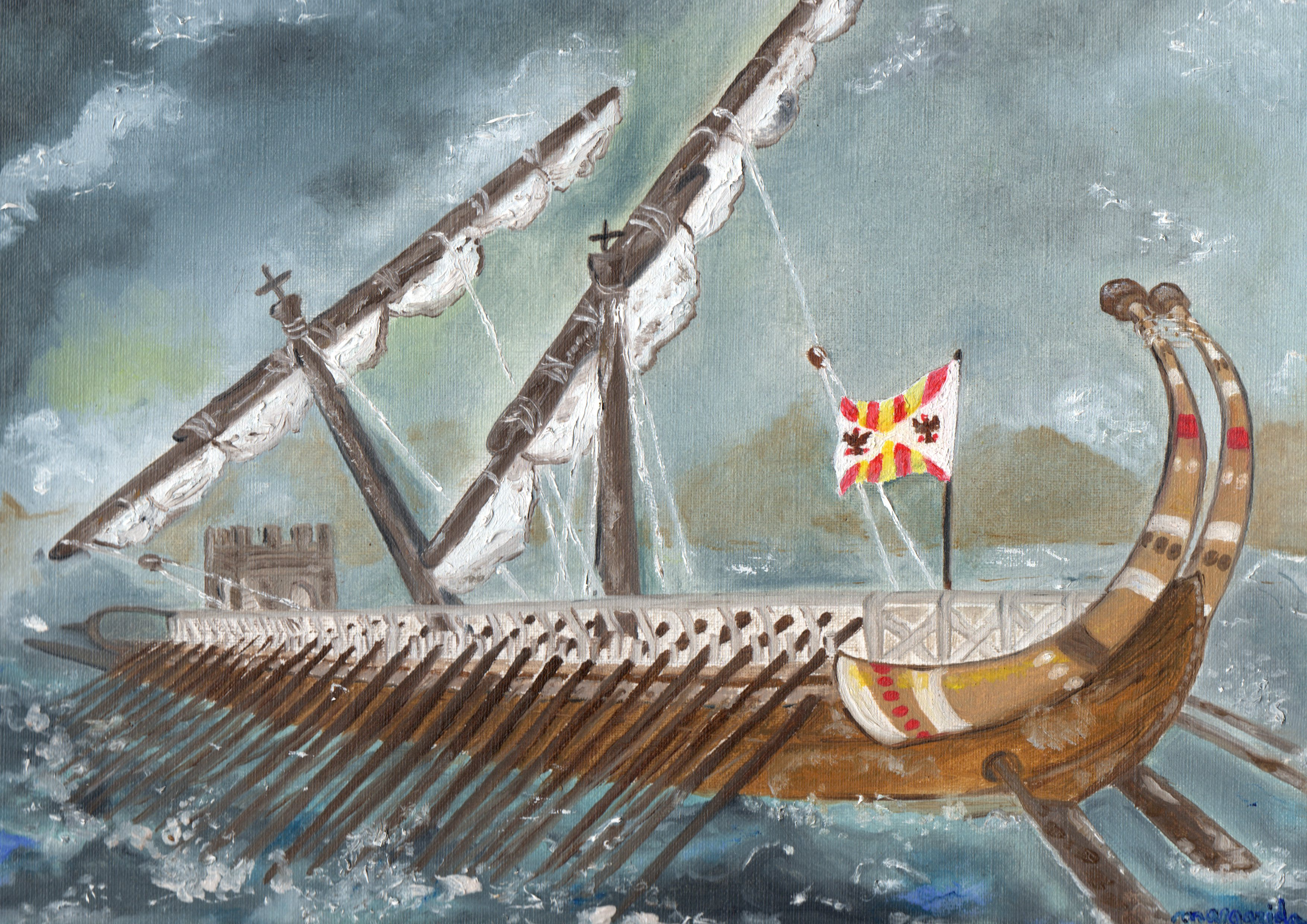
Побудована у Генуї каталонська корсарська галера «Олівета». До 1302 року Рожер де Флор був капітаном цього корабля на підставі патента, виданого Фредеріком II Сицилійським для боротьби з кораблями Карла II Неаполітанського.

Рожер де Флор народився в 1267 році в місті Бриндізі, Апулія в Сицилійському королівстві. Він був другим сином італійської дворянки з Бриндізі та німецького сокольника на ім'я Річард фон Блюм (від нім. Blume — квітка), який перебував на службі імператора Фрідріха II, який тримав свій двір на Сицилії. В 1268 році його батько Річард фон Блюм загинув у битві при Тальякоццо.
У восьмирічному віці Рожер де Флор був відправлений у море на галері, що належала тамплієрам. Згодом він вступив до ордену і став капітаном галери «El falcó».
У 1291 році, під час облоги Акри мамлюкським султаном Халіль аль-Ашрафом, Рожер де Флор скористався ситуацією для заробітку коштів та дорогоцінностей, які він вимагав зі знатних дам та вельмож, в обмін на їх порятунок з обложеного міста на своєму кораблі. Він висадив біженців з Акри на Кіпрі, привласнивши їхнє майно, чим накликав на себе гнів великого магістра тамплієрів Теобальда де Годена. В результаті інтриг і суперечок, він був звинувачений у пограбуванні християн і засуджений Папою Римським як злодій і віровідступник. Це призвело до його виключення з ордену Тамплієрів. Рожер втік до Генуї, де він позичив значну суму у Тічіно Доріа, на яку придбав нову галеру «Оліветта» та почав корсарську кар'єру.
У той час між королями Арагону та французькими королями Неаполя точилася боротьба за володіння Сицилією і Рожер, що на той час був вже досвідченим полководцем, був покликаний на службу до сина короля Арагону Педро III, короля Сицилії Фредеріка II, який присвоїв йому чин віцеадмірала. Коли в 1302 році між французами та арагонцями було завершено війну та укладено мирний договір у Кальтабеллотті, Фредерік II не мав ані можливостей, ані бажання надалі утримувати на острові армію найманців, що переважно складалась з арагонських та каталонських альмогаварів. Враховуючи політичну та військову ситуацію, Рожер знайшов можливість запропонувати свої послуги імператору Візантії, що в той час потерпала від спустошень, які їй почали завдавати різноманітні малоазійські тюркські бейлики, що постали на руїнах Сельджуцької імперії.

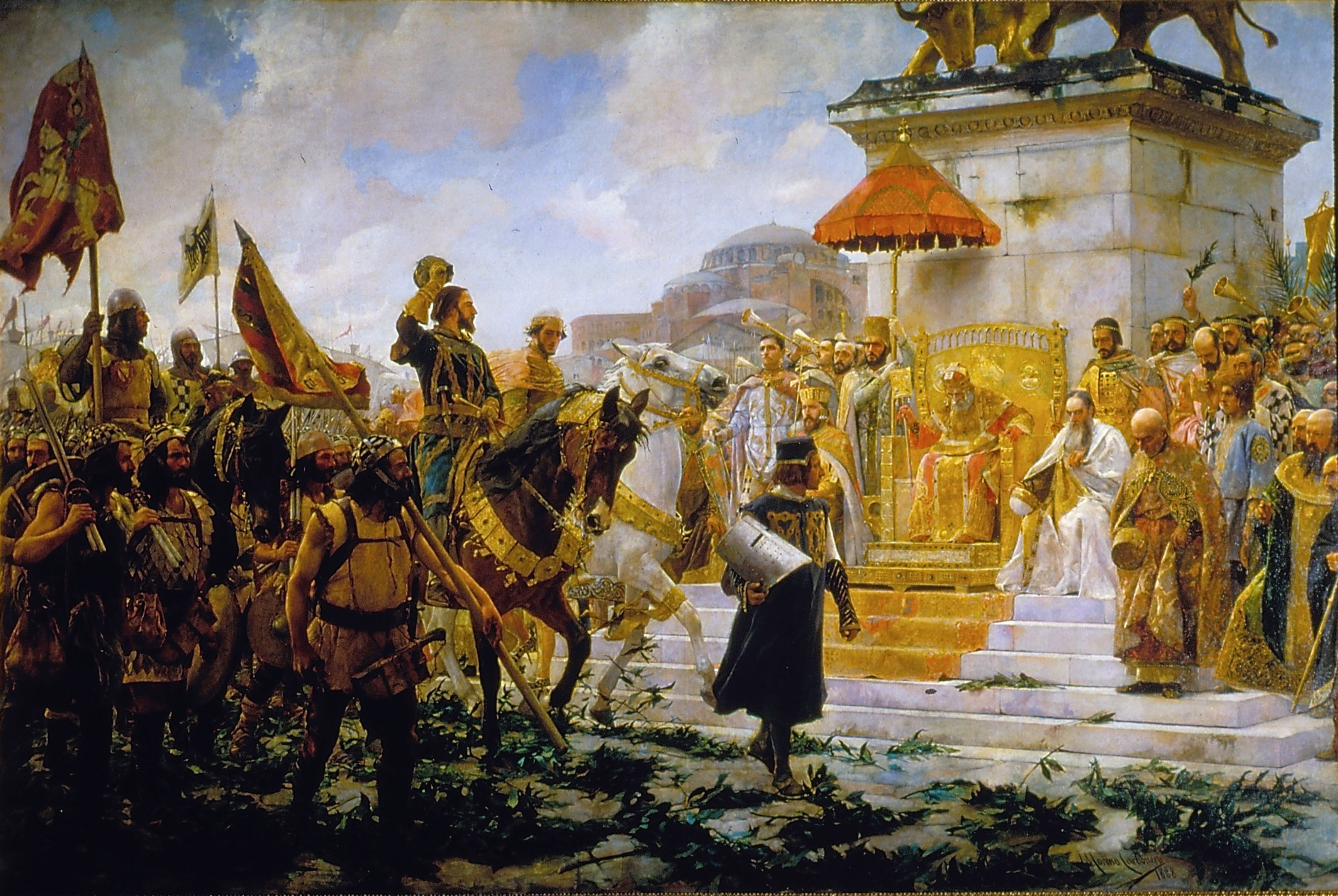
В'їзд Рожера де Флора до Константинополя Хосе Морено Карбонеро (1888)

Станом на 1300 рік в руках тюркських завойовників опинилась майже уся Мала Азія (Анатолійський півострів). Після поразки в 1302 році візантійців від османів у Бафейській битві, нечисленні малоазійські міста, що ще знаходились в руках візантійців, такі як Нікея, Нікомедія, Бурса, Сарди, Філадельфія та Магнезія були взяті тюрками в облогу. Шукаючи допомоги від європейських королівств, візантійський імператор Андронік II Палеолог запропонував Рожеру разом з армією альмогаварів під його командуванням перейти на службу Візантії. У вересні 1303 року Рожер зі своїм флотом і армією, що стала відома як Каталонська компанія, чисельністю 6500 чоловік, прибув до Константинополя. Він був усиновлений в імператорську родину, одружений з племінницею імператора Марією Асеніною (дочкою Івана Асена III Болгарського), і став Великим Дукою або Мега Дуксом (грец. μέγας δούξ) та головнокомандувачем армії та флоту Візантії.
Зіткнувшись із сильною опозицією з боку місцевих генуезців, кілька тижнів пройшли в інтригах і кривавих чварах проти генуезців, які мали намір утримати його подалі від кіл влади. Рожер і його люди були відправлені в Азію, і, як повідомляється, відбили турків аж до Вірменії та Ірану. Після цих успішних зіткнень з турками, Рожер і його армія повернулись на зимівлю в Кізик.
У травні 1304 року вони знову відновили військові дії проти турків, розгромивши турків у Герме разом із візантійськими військами під Граниславом і зробили важливу послугу, звільнивши Філадельфію (сучасний Алашехі́р) від турецької облоги. Враховуючи його позицію безперечної військової сили, його звинуватили в тому, що він служить власним інтересам, а не інтересам імператора, оскільки він мав намір створити для себе князівство на Сході. Він залишив свої зароблені та награбовані скарби в Магнезії під захистом невеликого загону, але місцеве грецьке населення вбило його каталонців і захопили скарби. Прагнучи помсти, він обложив місто, але його атаки були відбиті, і він був змушений відступити.
Будучи відкликаним з малої Азії до Європейської частини Візантії, він розташував свої війська в Галліполі та інших містах і відвідав Константинополь, щоб вимагати плату для своїх альмогаварів. Рожер був оголошений цезарем, за одними повідомленнями у грудні 1304 року, тоді як інші джерела кажуть, що ця подія відбулась незадовго до смерті Рожера («у 1305 році титул Цезаря, який надавав великий церемоніальний статус, хоча й меншу реальну владу») і навіть за кілька днів до цього («Флор отримав звання кайсар у квітні 1305 року»).
У квітні 1305 року він був убитий в Адріанополі сином і співправителем Андроніка Михаїлом. Пізніше Каталонська компанія помстилася за нього, грабуючи та спустошуючи візантійські землі від Македонії до Фракії під час так званої «Каталонської помсти».

## У масовій культурі
Рання історія Каталонської компанії була описана Рамоном Мунтанером, членом компанії, у його Хроніці (Crònica).
Життя та пригоди Рожера де Флора надихнуло Жуанота Мартуреля на створення персонажа Тирана Білого, вигаданого героя однойменного епічного роману, опублікованого у Валенсії в 1490 році. Це один із найвідоміших середньовічних літературних творів каталонською мовою, який відіграв важливу роль в еволюції західного роману завдяки своєму впливу на Мігеля де Сервантеса.
Роже де Флор — один із головних героїв історичного роману естонського письменника Карла Рістіківі «Вершники смерті» (ест. Surma ratsanikud; 1963).
Роже де Флор — назва та головний герой історичного роману покійного грецького письменника та видавця Костаса Кіріазіса.
Іспанський поет Маріано Капдепон склав п'єсу про останні дні життя Рожера. Композитор Руперто Чапі використав цей текст для своєї опери «Роже де Флор» (1878).
Його іменем названо один із підрозділів повітряно-десантної бригади Іспанії.

## Виноски
1. ↑  Реакція Каталонської компанії на вбивство Роже де Флора та інших керівників стала відомою в історії як "Каталонська помста": дворічне спустошення Фракії та дворічне спустошення Македонії, кожне спустошення припинялося лише тоді, коли Компанія та її турецькі союзники були на межі знищення [11].